# Internationella kvinnoåret
Internationella kvinnoåret utropades år 1975 av Förenta nationerna. Åren 1976-1985 utnämndes därpå som Kvinnornas årtionde för fortsatt fokus på dessa utvecklingsfrågor. Sedan dess har 8 mars även officiellt firats som den årliga Internationella kvinnodagen.

## Världskvinnokonferens i Mexico
Se även:World Conference on Women, 1975
I samband med kvinnoåret anordnades på anmodan av Förenta Nationernas generalförsamling en första världskonferens om kvinnors situation sommaren 1975 i Mexico City med fokus på tre huvudområden:     
- Full jämlikhet mellan könen och avskaffandet av könsdiskriminering
- Kvinnors fullvärdiga rätt att aktivt delta i det samhälleliga utvecklingsarbetet
- En ökning av kvinnors deltagande i arbetet för fred i världen

Av de 133 deltagande medlemsstaternas delegationer leddes 113 av delegationerna av kvinnor. Dessutom anordnades ett parallellt NGO Forum för ca 4000 deltagare från olika organisationer och detta bidrog till att därmed öppna upp FN för en närmare samverkan med fristående organisationer. Konferenserna tog fram en internationell handlingsplan, med upprättandet av nationella organ för kvinnofrågor i 127 medlemsstater som ett av resultaten. Dessutom kompletterades FN:s avdelning för kvinnors utvecklingsfrågor med bildandet av de nya organen International Research and Training Institute for the Advancement of Women (INSTRAW) och United Nations Development Fund for Women (UNIFEM).